# Acta Scientiarum: Agronomy
Acta Scientiarum: Agronomy is een Braziliaans, aan collegiale toetsing onderworpen open access wetenschappelijk tijdschrift op het gebied van de landbouwkunde. De naam wordt in literatuurverwijzingen meestal afgekort tot Acta Sci. Agron. Het eerste nummer verscheen in 1998.